# Pino di Napoli

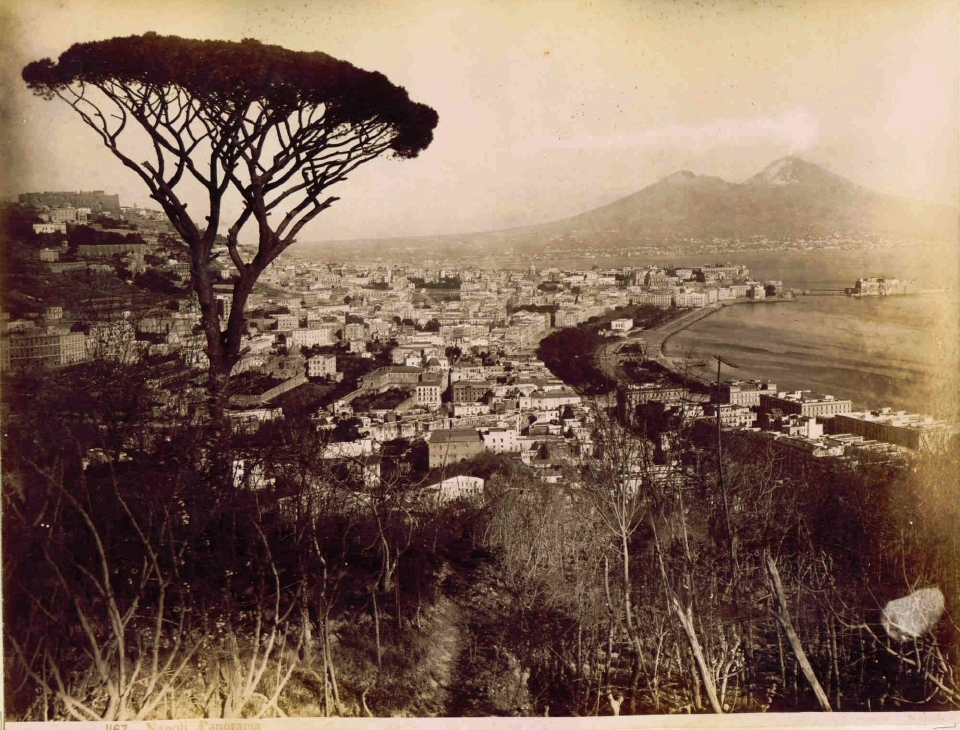
Il pino col Vesuvio in una fotografia della fine del XIX secolo

Il pino di Napoli era un Pinus pinea (pino domestico), che fino agli anni ottanta adornava gran parte delle cartoline con la veduta panoramica della città di Napoli e del golfo partenopeo, con il Vesuvio a fare da sfondo, un'immagine che lo ha reso tuttora un simbolo ben noto dell'oleografia napoletana. Si trovava in via Minucio Felice (traversa di via Orazio), in prossimità della chiesa di Sant'Antonio a Posillipo. In base all'analisi delle raffigurazioni precedenti, dovrebbe essere stato piantato dopo il 1855, o comunque divenuto adulto dopo tale data.
Nonostante il valore storico, è stato abbattuto nel 1984 perché malato.

## Galleria d'immagini

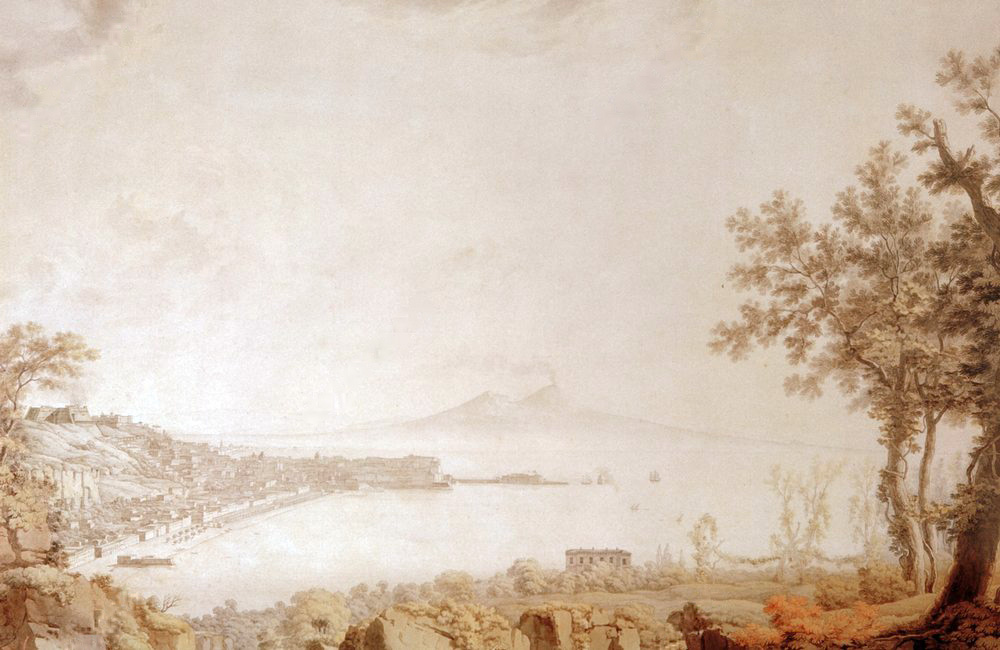
Un acquarello del 1787 di Christoph Heinrich Kniep (1755–1821)
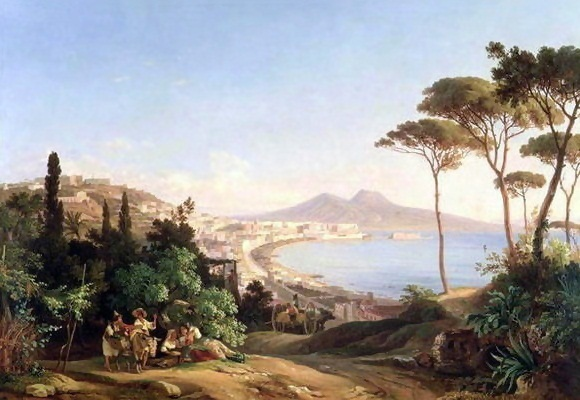
Un dipinto del 1837 di Carl Wilhelm Götzloff (1799-1866)
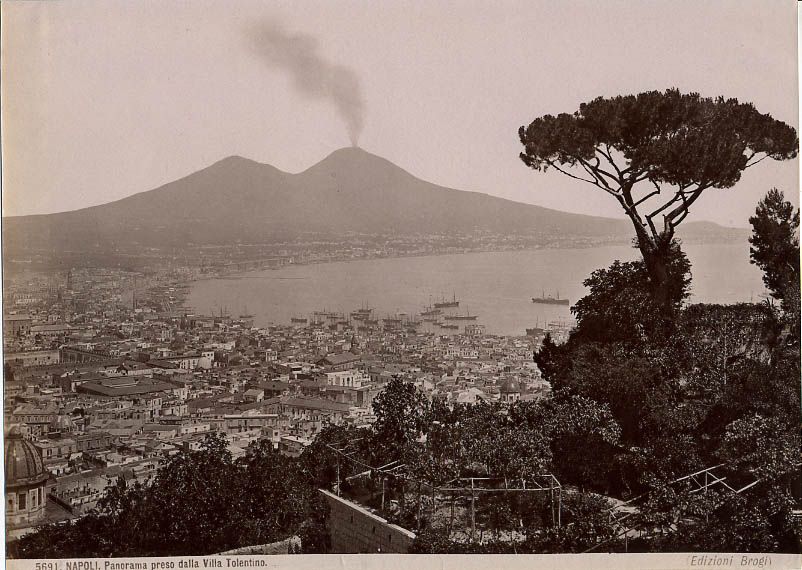
Una foto di Giacomo Brogi (1822-1881) in cui il pino si trova sulla collina del Vomero
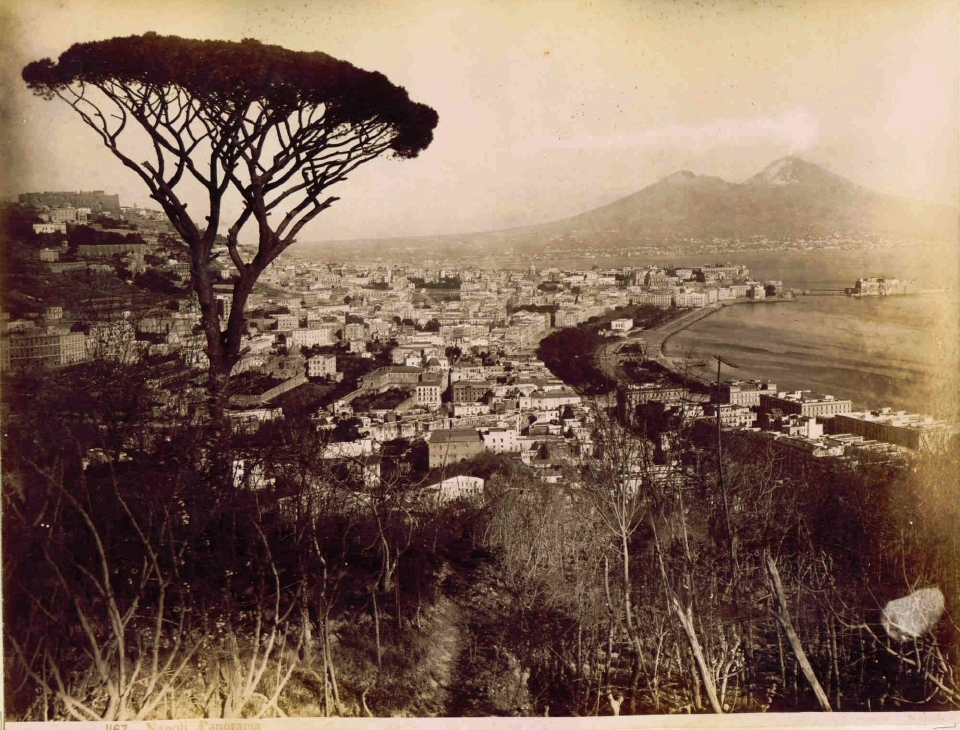
Una foto di Giorgio Sommer (1834-1914) in cui il pino (sulla sinistra) è inquadrato da Posillipo
Una cartolina di Napoli degli anni '50